# 正十三胺
正十三胺是一种有机化合物，化学式为C13H29N。它可由1-十三腈的催化氢化反应得到。它和三光气反应，可以得到1-十三醇异氰酸酯。在铂催化下、氢氧化钠存在下，它可以和甲醇反应，生成N,N-二甲基十三胺。